# Microseris
Microseris es un gran género de plantas herbáceas perteneciente a la familia  Asteraceae, representada en varios continentes.

## Especies
- Microseris acuminata
- Microseris bigelovii
- Microseris borealis
- Microseris campestris
- Microseris decipiens
- Microseris douglasii
- Microseris elegans -
- Microseris heterocarpa
- Microseris howellii -
- Microseris laciniata
- Microseris lanceolata
- Microseris lindleyi
- Microseris nutans
- Microseris paludosa
- Microseris pygmaea
- Microseris sylvatica